# 瓦尔库斯·马泰
瓦尔库斯·马泰（Máté Valkusz，1998年8月13日—），匈牙利男子网球运动员。
瓦尔库斯在ATP挑战巡回赛有1个单打冠军。

## 个人生活
他的父亲瓦尔库斯·Tamás（Tamás Valkusz）是一名标枪运动员，哥哥瓦尔库斯·米兰是匈牙利音乐奖得主、流行音乐二人组合VALMAR的成员。

## 青少年时期
在ITF青少年巡回赛中，瓦尔库什的青少年综合排名最高是2016年1月11日取得的第1名。瓦尔库斯曾获得2015年在墨西哥梅里达举行的一级赛事尤卡坦杯（Yucatán Cup）冠军，以及在加拿大魁北克省勒庞蒂尼举行的加拿大青少年网球公开赛（Canadian Open Junior Championships）冠军。他还入围了2015年橘子碗国际网球锦标赛半决赛和2015年大阪市长杯决赛。瓦尔库什还曾入围2015年澳大利亚网球公开赛青少年男双半决赛和2015年法国网球公开赛青少年男双半决赛。

## 职业生涯
他在2023年马其顿网球公开赛上击败弗朗西斯科·科梅萨尼亚，赢得了个人首个挑战赛冠军。他以幸运落败者的身份参加了2023年摩泽尔公开赛，并在首轮比赛中击败了9号种子丹尼尔·奥特迈尔，赢得了他的ATP首胜。
排名第214位的他通过资格赛获得了2024年澳大利亚网球公开赛的参赛资格，这是他首次参加大满贯赛事，在首轮输给了本土选手马克斯·普塞尔。

## ATP挑战赛决赛

### 单打: 3 (1冠2亚)
| 结果 | 日期      | 巡回赛             | 级别   | 场地 | 对手                  | 比分          |
| ---- | --------- | ------------------ | ------ | ---- | --------------------- | ------------- |
| 负   | 2018年8月 | 科尔德农斯 ,意大利 | 挑战赛 | 泥地 | 保罗·洛伦齐           | 3–6, 6–3, 4–6 |
| 负   | 2023年4月 | 俄斯特拉发, 捷克   | 挑战赛 | 泥地 | 兹德涅克·科拉日       | 3–6, 2–6      |
| 胜   | 2023年5月 | 斯科普里, 北马其顿 | 挑战赛 | 泥地 | 弗朗西斯科·科梅萨尼亚 | 6–3, 6–4      |

## 备注
1. 1 2  仅统计ATP巡回赛, 网球大满贯正赛和戴维斯杯、拉沃尔杯和奥运会